# ماریا سیسیلیا بوترو (بازیگر)
ماریا سیسیلیا بوترو کاداوید (اسپانیایی: María Cecilia Botero Cadavid) معروف به سیسیلیا بوترو زاده مدئین، آنتیوکیا، ۱۳ مه ۱۹۵۵ بازیگر، مجری و روزنامه‌نگار کلمبیایی است.

## زندگی نامه

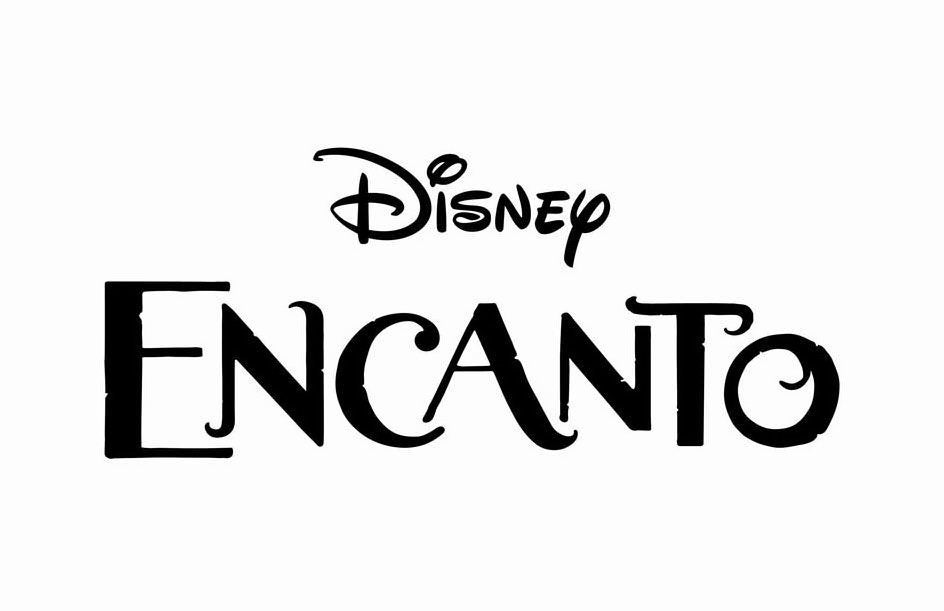
صدا پیشه انیمیشن Encanto

### آغاز
او مدت ها قبل از بازیگر شدن در رشته انسان‌شناسی تحصیل کرد. او دختر بازیگر، خواننده و کارگردان سابق جیمی بوترو گومز است. او خواهرزاده دورا کاداوید است.
بوترو کار بازیگری خود را با تولید ال فانتاسما د کانترویل (۱۹۷۱) در کنار کارلوس بنژومیا، ماروجا تورو، انریکه پونتون و فرانکی لینرو آغاز کرد. او جایگزین ماریلا هیجولوس شد که در حین ضبط La گرداب (۱۹۷۵) درگذشت. او مانلا سنز در سریال بولیوار، مرد سختی ها(۱۹۸۱) بود. او ماریا کاندیدا در سم شیطان (۱۹۸۳)، یدیرا لا سوزش در اسب پیر (۱۹۸۸) و دازا چوب صندل در معلم موسیقی (۱۹۹۰) بود. برادر و خواهر او اسکار بوترو و آنا کریستینا بوترو نیز بازیگر هستند.

### موفقیت حرفه ای
او اولین بازی در سینما را در سال ۱۹۷۲ با بازی در فیلم ماریا در کنار فرناندو آلنده آغاز کرد. ماریا سیسیلیا بوترو به حرفه‌ای بودنش معروف است، بنابراین به یکی از محبوب‌ترین چهره‌های سرگرمی کلمبیایی تبدیل شد.
اولین نقش تلویزیونی او در سال ۱۹۷۱ با بازی در El fantasma de Canterville به دست آمد. سپس در Lunes de Comedia ,La Vorágine ,Caminos de Gloria ,Lejos del Nido ,Los novios ,La Pezuña del Diablo ,La Rosa de los Vientos ,Dos Mujeres و AMA la Academia بازی کرد.
شاید به یاد ماندنی‌ترین شخصیت‌های او Yadira la Ardiente، از تله‌نوولا Caballo Viejo، و Sándalo Daza، از Música Maestro باشند.
ماریا سیسیلیا به موازات حرفه خود به عنوان یک زن، چندین کمدی موزیکال به کارگردانی همسرش، دیوید استیو آرژانتینی (که در سال ۱۹۸۲ با او ازدواج کرد) تهیه و در آن بازی کرد. آن ها صاحب پسری به نام متیو استیولبرگ شدند. رویای او برای محبوب کردن تئاتر موزیکال در کلمبیا او را به تولید آثاری به اندازه پیتر پن، شکر و لا موجر دل آنو تشویق کرد.

### انیمیشنانکانتو (افسون)
در سال ۲۰۲۱، او با صداپیشگی آبوئلا در انیمیشن دیزنی انکانتو (افسون)، همراه با بازیگرانی دیگر مانند جان لگویزمائو، آنجی سپدا و کارولینا گایتان شرکت کرد.

## فیلم شناسی

### تلویزیون
| سال       | عنوان                                   | شخصیت                     |
| --------- | --------------------------------------- | ------------------------- |
| ۲۰۲۰      | La venganza de Analía                   | اوژنیا مارکز د لا توره    |
| ۲۰۱۹-۲۰۲۱ | Enfermeras                              | بئاتریز رامیرز            |
| ۲۰۱۹      | لا کوادرا                               | خودش                      |
| ۲۰۱۸      | لا لی سیکرتا                            | برتا                      |
| ۲۰۱۶-۲۰۱۷ | Hilos de sangre azul                    | سونیا دیاز                |
| ۲۰۱۵-۲۰۱۶ | Las hermanitas Calle                    | ایزابل                    |
| ۲۰۱۴      | لا سوئگرا                               | بئاتریز اوژنیا اسپیتیا    |
| ۲۰۱۳      | La hipocondíaca                         | ماروجا مالدونادو د پولیدو |
| ۲۰۱۱      | لا بروجا                                | کارمن اسکوبار             |
| ۲۰۱۰      | Secretos de Familia                     | مرسدس رومرو، بیوه سن میگل |
| ۲۰۰۸-۲۰۰۹ | Muñoz Vale x 2                          | ویکتوریا د کاستلانوس      |
| ۲۰۰۷-۲۰۰۸ | نوو ریکو، نووو پوبره                    | آنتونیا دو فریرا          |
| ۲۰۰۵      | لورنا                                   | روفینا دی بریگارد دی فررو |
| ۲۰۰۳      | AMA La Academia                         | ویکتوریا ژیرالدو          |
| ۱۹۹۷      | Dos Mujeres                             | لورا بلانکو دی اوردانتا   |
| ۱۹۹۰-۱۹۹۱ | Música Maestro                          | سولداد "ساندالو دازا"     |
| ۱۹۸۹      | La rosa de los vientos                  | روزاریو                   |
| ۱۹۸۸      | کابالو ویجو                             | یادیرا لا آردینته         |
| ۱۹۸۷      | برای عشق                                |                           |
| ۱۹۸۷      | Cuando llega la noche                   |                           |
| ۱۹۸۷      | Mi sangre aunque plebeya                |                           |
| ۱۹۸۶      | Los dueños del poder                    |                           |
| ۱۹۸۵      | گلوریا                                  |                           |
| ۱۹۸۴      | Camino cerrado                          |                           |
|           | آمالیا                                  | آمالیا                    |
| ۱۹۸۳      | La pezuña del diablo                    | ماریا کاندیدا             |
| ۱۹۸۲      | El Hombre de Negro                      | لا فریولا                 |
| ۱۹۸۱      | La tía Julia y el escribidor            |                           |
| ۱۹۸۰      | بولیوار ، el hombre de las dificultades | مانوئلا سانز              |
| ۱۹۷۹      | کوردووا                                 | مانوئلا مورالس            |
| ۱۹۷۹      | لوس نوویوس                              |                           |
| ۱۹۷۸      | لخوس دل نیدو                            | فیلومنا                   |
| ۱۹۷۵      | La vorágine                             | آلیشیا                    |
| ۱۹۷۵      | La feria de las vanidades               |                           |
| ۱۹۷۳      | کامینوس د گلوریا                        |                           |
| ۱۹۷۲      | Episodios de Los cuentos del domingo    |                           |
| ۱۹۷۲      | Episodios de Suspenso 7:30              |                           |
| ۱۹۷۲      | لونز د کمدیا (اپیزودیوها)               |                           |
| ۱۹۷۱      | ال فانتاسما د کانترویل                  |                           |

### فیلم
| سال  | عنوان                    | شخصیت                 |
| ---- | ------------------------ | --------------------- |
| ۲۰۲۱ | انکانتو (افسون)          | آبوئلا مادریگال (صدا) |
| ۲۰۱۹ | آمالیا                   | النا                  |
| ۲۰۱۹ | El que se enamora pierde | رئیس"                 |
| ۲۰۱۷ | لس اوریینالس             |                       |
| ۱۹۷۲ | ماریا                    |                       |

## مجری تلویزیون
| سال       | برنامه                |
| --------- | --------------------- |
| ۲۰۱۹      | لا گران کارپا         |
| ۲۰۰۵-۲۰۰۹ | دیا دیا               |
| ۲۰۰۲-۲۰۰۴ | قهرمانان داستان نوولا |
| ۲۰۰۰-۲۰۰۱ | لاس تاردس د ماریا سی  |
| ۱۹۹۸-۲۰۰۰ | ماریا سی کونتیگو      |

## تئاتر موزیکال
- La Mujer del año
- قند
- لا Invencible مولی براون
- پیتر پن
- Música Maestro (1990)
- Los caballeros las prefieren rubias